# Quiet Riot

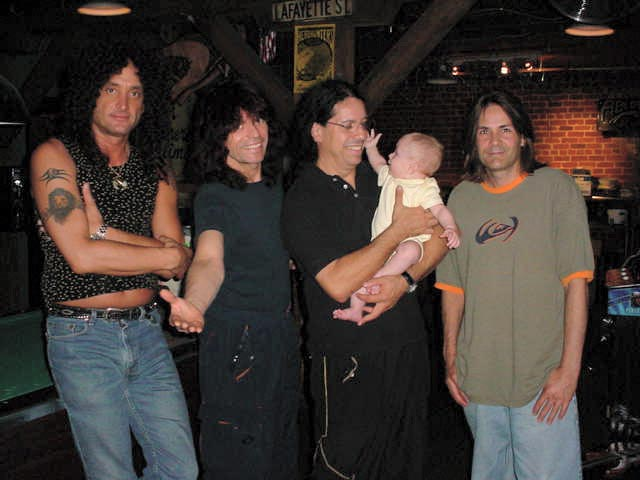
Van links naar rechts: Kevin DuBrow, Rudy Sarzo, Frankie Banali en Carlos Cavazo.

Quiet Riot is een hardrockgroep uit Los Angeles. De groep werd opgericht in 1973 door Randy Rhoads, Kelli Garni, Kevin Dubrow en Drew Forsyth. De groep was een van de eerste die de 80's 'glam' metal periode lanceerde. Ze zijn vooral bekend door hun hit 'Cum On Feel The Noize', een cover van Slade.

## Bandgeschiedenis

### Voor het succes
Quiet Riot gaf 2 albums uit : Quiet Riot en Quiet Riot II . Hun debuut, Quiet Riot, werd alleen uitgegeven in Japan in 1977. In 1978 werd Kelli Garni vervangen door Rudy Sarzo, maar Kelli Garni speelde nog wel op het tweede album, Quiet Riot II. In 1979 verliet Randy Rhoads de band en werd gitarist bij Ozzy Osbourne. In 1980 werd een nieuwe gitarist gevonden, Carlos Cavazo. Deze zorgde voor de 'glam metal sound' in de groep.

### Succes
Quiet Riot brak door in 1983. Het album Metal Health was de ultieme doorbraak voor de groep en belandde op nr. 1 in de Billboard Charts. Ook de single 'Cum On Feel The Noize' (een cover van Slade) kwam op nr. 1 te staan en de groep werd alsmaar bekender. Dit was de eerste keer dat een metal album op nr. 1 kwam te staan. Dit album was ook een van de eerste die onder glam metal beschouwd kan worden. Quiet Riot's succes steeg en hun clips werden op MTV's "Headbangers Ball" vertoond. Ze traden op op het US Festival '83.

### Na het succes
Quiet Riot nam in 1984 Condition Critical uit. Dit was een zware ontgoocheling want het album verkocht zeer weinig. In 1985 verliet Rudy Sarzo de band om bij Whitesnake te gaan spelen. Chuck Wright verving hem en Quiet Riot nam in 1986 QRIII (Quiet Riot 3) op. Kevin Dubrow werd ontslagen door de andere bandleden en zo volgde de opname van Quiet Riot wat weer een zeer grote ontgoocheling werd en de groep viel uit elkaar in 1989. In 1991 vormden Dubrow en Cavazo de groep Heat. Na een lange periode kwam Quiet Riot in 2005 bij elkaar en traden ze op met andere glam bands als Ratt, Cinderella en Firehouse. Quiet Riot gaf in 2006 een nieuw album uit, genaamd Rehab. Op 10 december 2007 werd bekend dat Kevin Dubrow dood gevonden was op 25 november 2007 in zijn huis. Zijn dood was te wijten aan een overdosis cocaïne.

## Discografie
- Quiet Riot (1977)
- Quiet Riot II (1978)
- Metal Health (1983)
- Condition Critical (1984)
- QR III (1986)
- Quiet Riot (1988)
- Terrified (1993)
- Down to the Bone (1995)
- Guilty Pleasures (2001)
- Rehab (2006)
- Quiet Riot 10 (2014)
- Road Rage (2017)